# Зарубинка (Куп'янський район)
Зару́бинка — село в Україні, у Вільхуватській сільській громаді Куп'янського району Харківської області. До 2020 орган місцевого самоврядування — Вільхуватська сільська рада. Населення становить 176 осіб.

## Географія
Село Зарубинка межує з селом Довгеньке, на відстані 1 км розташоване село Вільхуватка. Біля села кілька невеликих лісових масивів: урочища Вільхуватське, Кругле, Довгеньке, Комарі (дуб). По селу протікає кілька пересихаючих струмків з загатами.

## Історія
Село постраждало внаслідок геноциду українського народу, проведеного урядом СРСР в 1932—1933 роках, у Вільхуватці та Зарубинцях кількість встановлених жертв — 771 особа.
12 червня 2020 року, відповідно до розпорядження Кабінету Міністрів України  № 725-р «Про визначення адміністративних центрів та затвердження територій територіальних громад Харківської області», увійшло до складу Вільхуватської сільської громади.
19 липня 2020 року, в результаті адміністративно - територіальної реформи та ліквідації Великобурлуцького району, село увійшло до складу Куп'янського району Харківської області.

## Відомі люди
Уродженцем села є Тарасов Лука Федорович (1913—1990) — Герой Радянського Союзу.